# Pokrowsk-Uralskij
Pokrowsk-Uralskij (ros. Покровск-Уральский) – osiedle w Rosji, w obwodzie swierdłowskim, w okręgu miejskim Siewierouralska. W 2010 liczyło 1160 mieszkańców.